# Воскресенское (Александровский район)
Воскресенское — деревня в Александровском районе Владимирской области России, входит в состав Каринского сельского поселения. 

## География
Расположена в 14 км на юго-запад от центра поселения села Большое Каринское и в 18 км на юго-запад от города Александрова. 

## История
Деревня располагалась на Слободской дороге, соединявшей Троице-Сергиеву лавру (основана в 1337 году, как Свято-Троицкая пустынь) и Александровскую слободу (известна с середины XIV века, с 1564 по 1581 год являлась резиденцией царя Ивана Грозного и фактической столицей государства). На старых картах отмечена, как деревня Воскресенская (между деревней Плеханова и деревней Шаблыкина). Согласно справочникам, до отмены крепостного права деревня являлась казённой (государственной). 
В XIX веке деревня являлась центром Воскресенской волости, в начале XX века деревня входила в состав Ботовской волости Александровского уезда, с 1926 года — в составе Карабановской волости. В 1859 году в деревне числилось 48 дворов, в 1905 году — 68 дворов, в 1926 году — 81 двор.
С 1929 года деревня являлась центром Воскресенского сельсовета Александровского района, с 1941 года — в составе Ново-Воскресенского сельсовета Струнинского района, с 1965 года — в составе Лизуновского сельсовета Александровского района, с 2005 года — в составе Каринского сельского поселения.

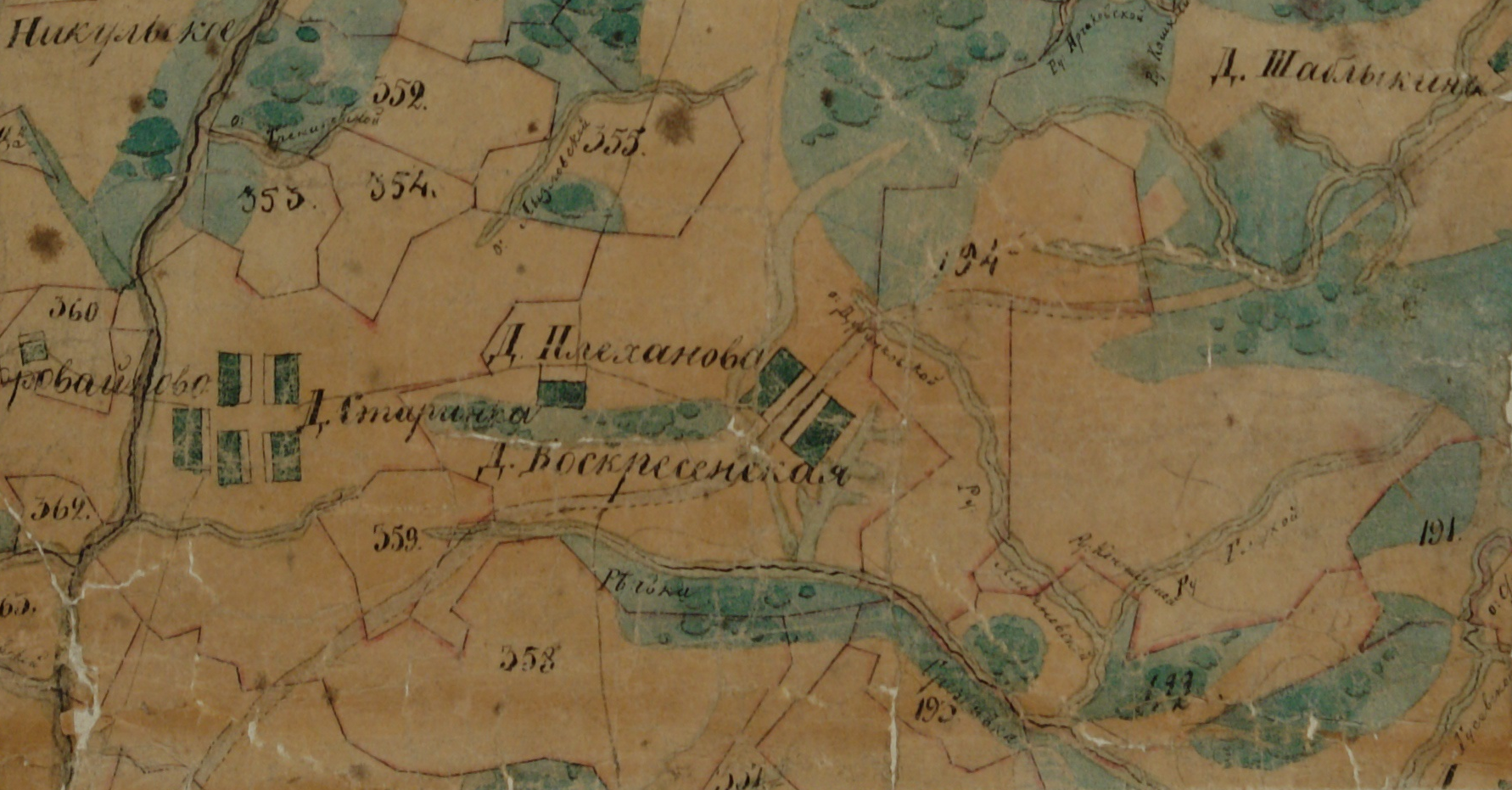
Фрагмент карты 1790 г.

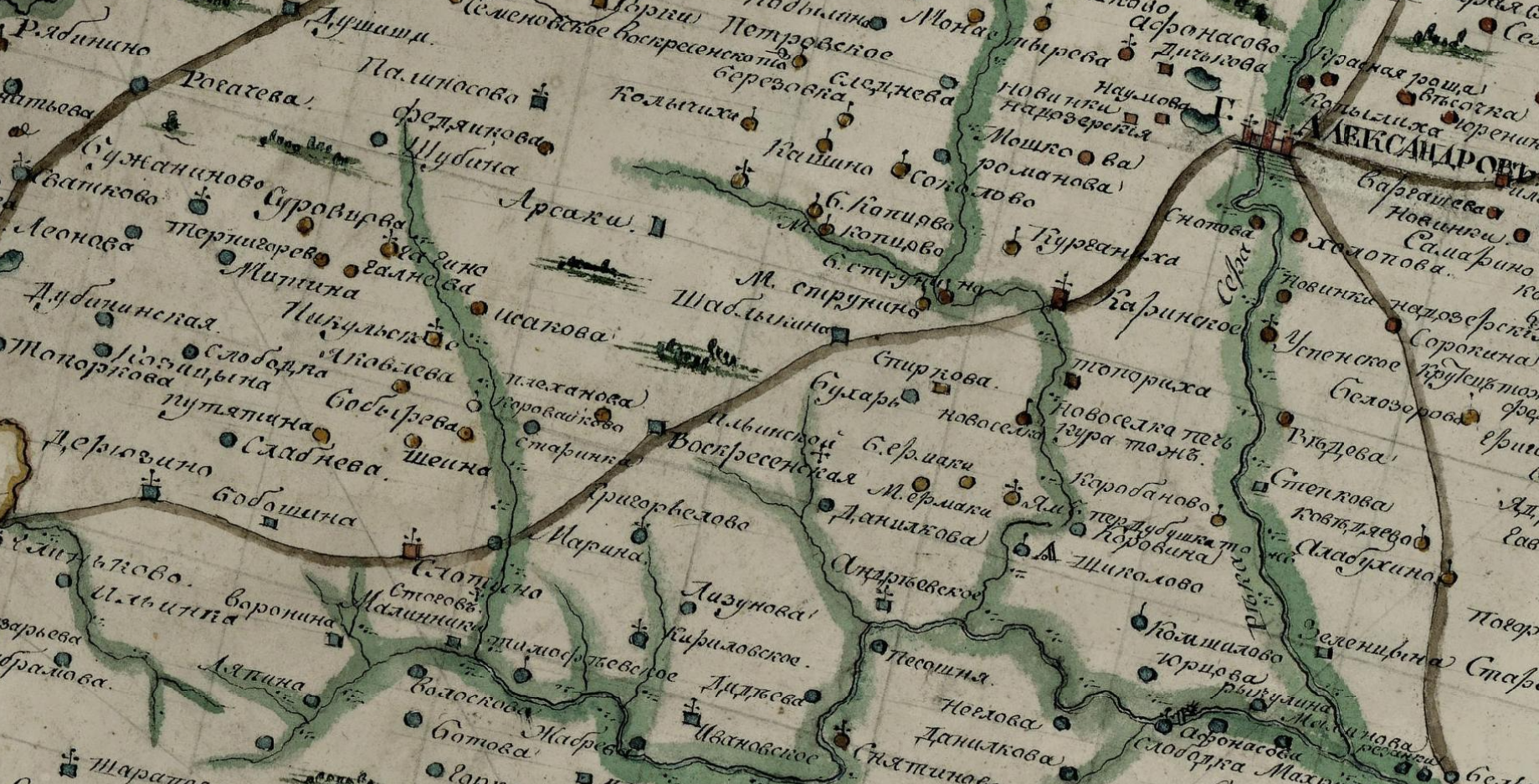
Фрагмент карты 1815 г.

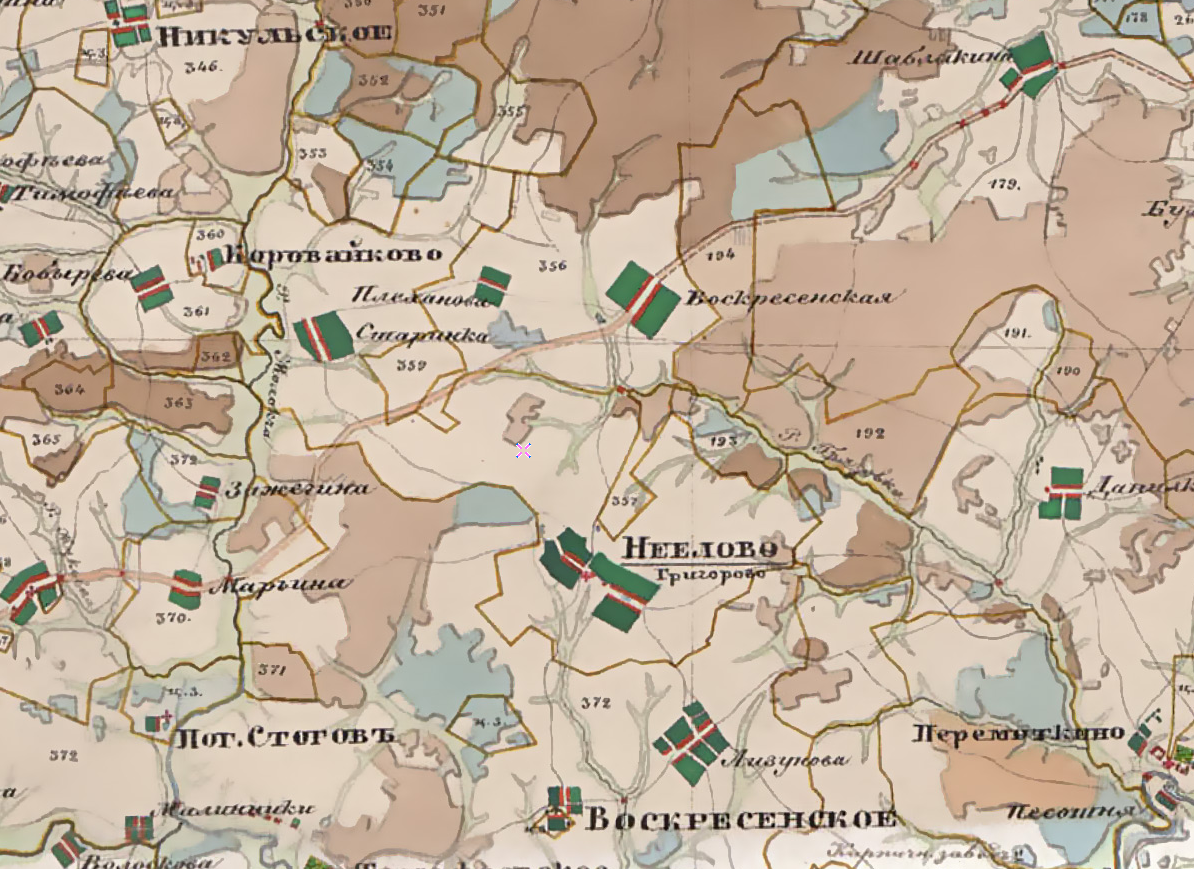
Фрагмент карты 1850 г.

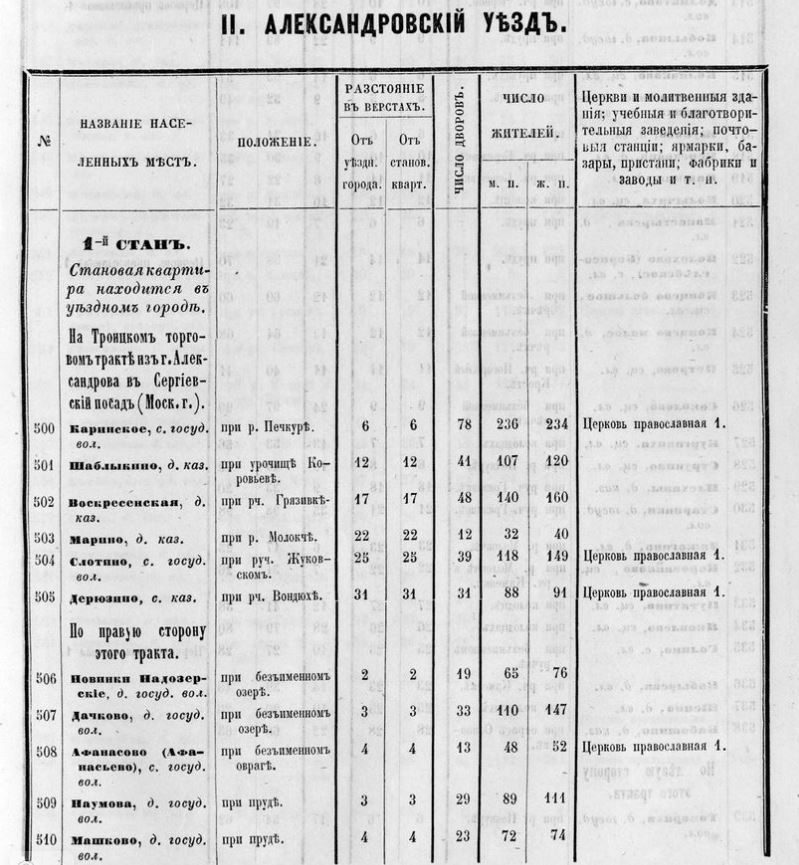
Фрагмент справочника "Список населённых мест Российской империи. [Вып. 6] : Владимирская губерния по сведениям 1859 - 1873 годов"

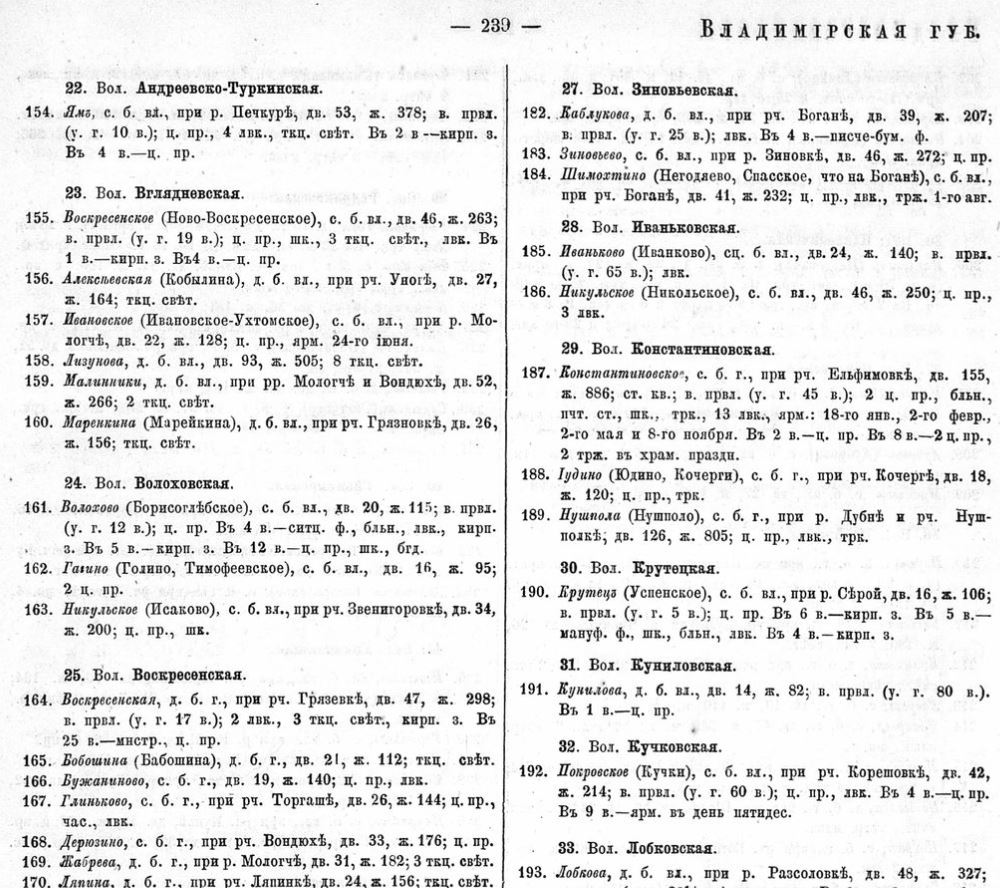
Фрагмент справочника "Волости и важнейшие селения Европейской России. [Вып. 2] : Губернии Московской промышленной области 1886 год"

## Население
| 1859 | 1905 | 1926 | 2002 | 2010 | 2021 |
| ---- | ---- | ---- | ---- | ---- | ---- |
| 300  | ↗449 | ↘413 | ↘22  | ↘17  | ↗48  |